# Al Bano
Al Bano, pseudonimo di Albano Antonio Carrisi (Cellino San Marco, 20 maggio 1943), è un cantautore, personaggio televisivo e attore italiano.
Tra i più longevi e popolari cantanti italiani, Al Bano ha riscosso successo anche all'estero vendendo oltre 25 milioni di dischi in tutto il mondo e ricevendo 26 dischi d'oro e 24 dischi di platino.
Tra gli anni '70 e '80 Al Bano, assieme all'allora moglie Romina Power, forma il duo Al Bano & Romina Power, salendo ai vertici delle classifiche di tutta Europa grazie a brani come Felicità, Ci sarà e Nostalgia canaglia.
Nella sua lunga carriera, ha preso parte a numerose tournée in tutto il mondo, collaborando anche con numerosi artisti di fama tra i quali Adriano Celentano, Lucio Dalla, Paco de Lucía e Toto Cutugno. Al Bano ha partecipato a 15 edizioni del Festival di Sanremo (record), vincendo l'edizione del 1984 insieme a Romina Power con Ci sarà.

## Biografia

### Gli inizi
Albano Carrisi nasce il 20 maggio 1943 a Cellino San Marco, in provincia di Brindisi, figlio di Carmelo Carrisi (1914-2005) e Jolanda Ottino (1923-2019), una coppia di agricoltori, e fratello maggiore del cantautore Kocis, Franco Carrisi. Si diletta sin da piccolo a suonare la chitarra e a cantare stornelli e canzoncine della sua terra d'origine. Scrive a dodici anni le parole di una canzone da lui improvvisata con la chitarra, Addio Sicilia. Frequenta l'istituto magistrale "Pietro Siciliani" di Lecce, che lascia a diciassette anni per trasferirsi a Milano. Lavorando nel ristorante Il dollaro del capoluogo lombardo, frequentato da personaggi dello spettacolo, ha l'opportunità di farsi conoscere dal produttore maestro Pino Massara, che lo invita a sottoporsi a un provino alla Celentano-Massara, casa di produzione affiliata aperta alla ricerca di nuovi talenti.

Al Bano incide il suo primo disco, La strada/Devo dirti di no nel 1965 per la Fantasy; il lato A è la cover di un brano di Ray Peterson, e comincia a esibirsi come spalla negli spettacoli di Adriano Celentano, senza però abbandonare il lavoro. Nell'autunno 1965 partecipa alla manifestazione Ribalta per Sanremo e Pino Massara lo propone a La voce del padrone, che lo fa debuttare al Festival delle rose nel 1966 in coppia con Pino Donaggio, con un brano scritto da Donaggio. Debutta anche in televisione, a Settevoci, gioco musicale condotto da Pippo Baudo, dove riesce a vincere per quattro settimane consecutive la prova dell'applausometro.

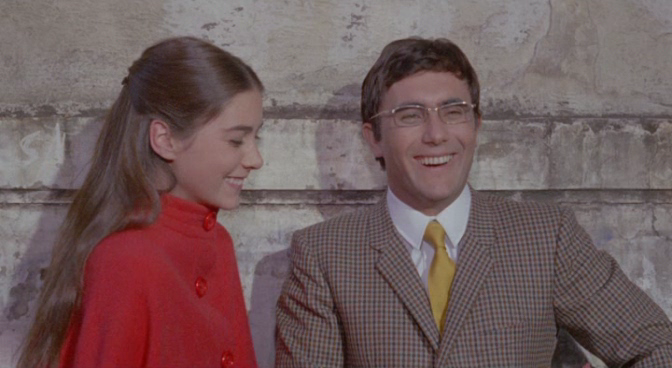
Romina Power e Al Bano in Nel sole (1967)

Nel 1967 ottiene il suo primo successo con la canzone Nel sole. La sua voce lo mette in luce e lo fa apprezzare dal pubblico e dalla stampa che parla di un "secondo Claudio Villa". Nel sole diventa anche un film, che avrà per protagonista lui e una giovane Romina Power: tra i due si crea un legame sentimentale che sfocerà più tardi e porterà, nonostante l'opposizione delle rispettive famiglie, al matrimonio. Il cast del film comprendeva anche il duo comico Franco Franchi e Ciccio Ingrassia, Nino Taranto, Enrico Montesano e Loretta Goggi.
Nel 1968 il venticinquenne Al Bano partecipa per la prima volta al Festival di Sanremo con La siepe, ottiene il premio speciale della critica e arriva al nono posto; nel 1969 vince il Disco per l'estate con Pensando a te che arriva prima in classifica; da tale disco sarà poi tratto pure il film omonimo dello stesso anno. Ancora nell'estate del 1969 Al Bano otterrà successo come autore con il brano Acqua di mare, interpretato da Romina Power e nel quale egli stesso compare come cantante a sostegno.

### Anni settanta e ottanta

#### Il matrimonio e i figli
Il 26 luglio 1970 sposa 
Romina Power, da cui avrà quattro figli: Ylenia (1970-1993), Yari Marco (1973), Cristèl (1985) e Romina Jr. Jolanda (1987).
Con Romina, Al Bano aveva già cominciato a condividere la carriera artistica, incidendo nel 1969 i cori di Acqua di mare e, nel 1970, Storia di due innamorati.

#### Il sodalizio artistico con Romina

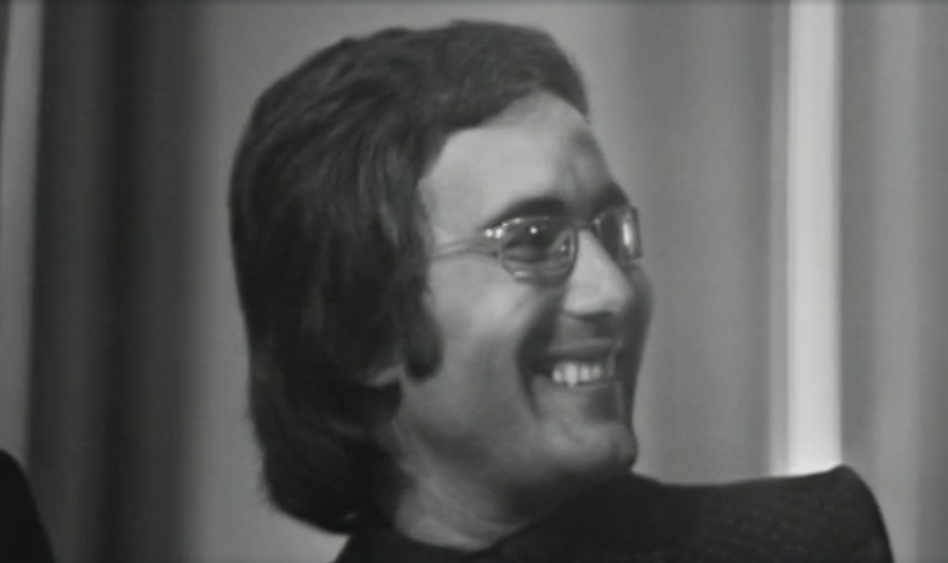
Al Bano nella quarta puntata di Canzonissima 1971

Dal 1974 comincia una stabile collaborazione con la moglie, con la quale fonda una casa discografica, la Libra; insieme propongono il brano Dialogo e, nel 1976, partecipano all'Eurovision Song Contest con We'll live it all again (Lo rivivrei) arrivando settimi ma raggiungendo la seconda posizione in Francia.
In quest'occasione Al Bano è protagonista di una gaffe, dimenticandosi alcune parole verso la metà della canzone nell'esibizione in diretta. Nel 1982 è la volta di Felicità, un altro dei suoi brani più popolari, che si classifica al secondo posto. Inoltre Al Bano è (insieme a Moreno Ferrara, Silvio Pozzoli e altri) fra i coristi nel brano Il ballo del qua qua della moglie Romina. Nel 1984 vincono il Festival di Sanremo con Ci sarà. È un periodo di grandi successi: "Libertà" (1987), "Nostalgia canaglia" e "Cara terra mia" raggiungono i primi posti in classifica. Nel 1991 si presentano per l'ultima volta al Festival di Sanremo con "Oggi sposi".

### Anni novanta
Nel 1995 si conclude la collaborazione stabile con la moglie Romina, dopo vent'anni di carriera artistica e discografica insieme. La coppia continua a esibirsi frequentemente sia in Italia che all'estero (in particolare nell'America Latina); l'attività discografica in comune si conclude a fine anno. In uno dei loro ultimi album prodotto insieme si avvalgono della collaborazione del soprano spagnolo Montserrat Caballé e del chitarrista di flamenco spagnolo Paco de Lucía.

#### La separazione e la carriera da solista
Al Bano, senza la moglie, nel febbraio del 1996 si presenta al Festival di Sanremo. Dal punto di vista artistico, ciò coincide con un ritorno a interpretazioni melodiche più impegnative, dove può ridare sfogo alle sue capacità vocali che, nel repertorio precedente, a volte erano sacrificate in funzione dell'armonia con la voce di Romina, indubbiamente poco estesa e potente, e ciò è evidente nella canzone che presenta nello stesso anno a Sanremo, È la mia vita, scritta da Maurizio Fabrizio e Pino Marino che arriva settima, in cui nel testo viene tracciato un bilancio della vita in cui appaiono velate allusioni alla triste vicenda familiare che lo ha coinvolto (la scomparsa della figlia Ylenia).
Torna al Festival con Verso il sole nel 1997 che arriva Finalista e Ancora in volo nel 1999 che arriva al sesto posto. Nel 1999 si separa dalla moglie Romina. Risale al 1998 una esibizione in Austria a Bad Ischl con Plácido Domingo e José Carreras in un inedito terzetto che vorrebbe ricordare i Tre Tenori, con il cantante pugliese al posto di Luciano Pavarotti, componente abituale del trio lirico insieme a Domingo e Carreras.

### Anni 2000
Nel 2000 conduce con Annalisa Minetti e Giovanna Milella il Giubileo dei disabili su Rai 3.
Nel 2000 ha fatto la parte di corista a Jane Bogaert all'Eurovision Song Contest 2000 con la canzone La vita cos'è.
Nel novembre del 2006 esce presso Mondadori la sua autobiografia, scritta a quattro mani con Roberto Allegri, dal titolo È la mia vita.  Nello stesso anno, sposa il progetto di Massimo Ferrarese, presidente di Confindustria Brindisi, sponsorizzando la squadra New Basket Brindisi, che partecipa al campionato di serie A. Nel 2008 pubblica una compilation di successi in coppia con lo stesso presidente di Assindustria Brindisi, dal titolo Dai il meglio di te....

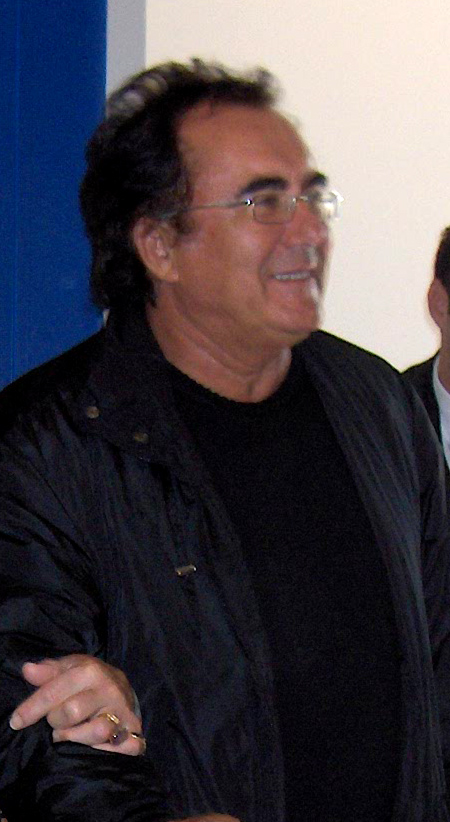
Al Bano a Fiumicino il 5 ottobre 2007

La compilation ha riscosso successo già nel primo mese d'uscita, esaurendo le 10 000 copie iniziali. Tutti proventi dell'opera sono devoluti in beneficenza alla fondazione "Puglia per la vita". Dopo circa 25 anni, nel luglio 2007, Al Bano ritorna a cantare a Cellino San Marco, consacrando l'amore per il suo paese e per la sua terra. Infatti, in occasione dei festeggiamenti del Santo Patrono San Marco, decide di organizzare un concerto che vedrà sul palco, oltre ad Al Bano, i vincitori dell'edizione 2007 di Sanremo, Simone Cristicchi tra i big e Fabrizio Moro tra i giovani e l'attore Michele Placido, amico di Al Bano. Dopo un periodo in cui si è parlato di lui più per la cronaca rosa sulla sua vita privata che per le sue attività musicali, nel 2007 ha partecipato al Festival di Sanremo con la canzone Nel perdono (scritta, tra gli altri, dal figlio Yari e da Renato Zero), con cui si è piazzato al secondo posto, alle spalle del vincitore Simone Cristicchi.
Nel 2008 partecipa al singolo di Caparezza Vieni a ballare in Puglia all'inizio del video. Partecipa al Festival di Sanremo 2009 con il brano L'amore è sempre amore (scritto da Maurizio Fabrizio e Guido Morra), che arriva finalista, e all'edizione del 2011, classificandosi terzo, con il brano Amanda è libera. Il 6 luglio 2008 Albano Carrisi ha tenuto un concerto in onore di Domenico Modugno - al quale si è ispirato subendone una forte influenza - a San Pietro Vernotico, paese dello stesso Domenico Modugno in cui è vissuto dall'infanzia alla giovinezza, distante solo 2 chilometri da Cellino San Marco. Nel 2009 torna sul palco dell'Ariston di Sanremo con il brano L'amore è sempre amore, interpretato nella serata dei duetti con la partecipazione di Michele Placido. Anche Al Bano ha partecipato alla realizzazione della canzone Domani 21.04.2009 a cui hanno preso parte altri suoi 56 colleghi; il ricavato è stato devoluto in beneficenza alla regione Abruzzo colpita dal devastante terremoto del 6 aprile 2009.

### Anni 2010
Il 20 ottobre 2010 visita la repubblica de facto del Nagorno Karabakh, non riconosciuta dall'Azerbaigian. Per questo motivo le autorità azere lo inseriscono nella lista delle persone indesiderate nella Repubblica dell'Azerbaigian. Al Bano ha partecipato a una manifestazione folkloristica nella città di Vanq, ha cantato la canzone Felicità sul palco che aveva come sfondo le targhe delle auto abbandonate dalla popolazione azera scappata da Vanq a seguito dell'occupazione da parte dell'esercito armeno durante la prima guerra del Nagorno-Karabakh Nel 2011 torna al Festival di Sanremo con la canzone Amanda è libera, classificandosi al terzo posto e vincendo anche il premio "Miglior canzone per il 150º dell'Unità d'Italia" con il Va pensiero di Giuseppe Verdi. Sempre nel 2011 ottiene 15 dischi di platino in Grecia per le vendite del CD Dyo fones mia psihi, registrato in duetto con il cantante greco Giannis Ploutarhos. Nel maggio 2011, dopo 5 anni di semplice sponsorizzazione, entra a far parte del consiglio di amministrazione della New Basket Brindisi, maggiore società di pallacanestro pugliese. Al Bano ha acquistato, insieme con altri 14 soci, alcune quote della società e avrà diritto di voto nelle decisioni del consiglio.
Nel 2011 Al Bano partecipa come ospite speciale in un messaggio registrato cantando una canzone "demenziale" nel corso del primo tour del suo corregionale Checco Zalone, il Resto umile world Tour 2011. Il 21 settembre 2011, giorno della festa patronale, riceve la cittadinanza onoraria di San Marco in Lamis, un piccolo paese in provincia di Foggia, e oltre a ciò gli viene consegnata un riconoscimento raffigurato da una Fracchia d'argento per il suo essere portatore e rappresentante del nome della Puglia in tutto il mondo.
Il 14 febbraio 2013 partecipa come ospite alla terza serata del Festival di Sanremo, condotto da Fabio Fazio, dove canta tre brani (Nostalgia canaglia, È la mia vita e Felicità) e riceve un premio alla carriera conferitogli dall'attrice Laura Chiatti. Ha partecipato alla prima puntata della nuova stagione de Un medico in famiglia, andata in onda dal 3 marzo 2013, interpretando se stesso.
Nel novembre del 2013 ha inciso in coppia con il suo grande amico Massimo Ferrarese il secondo cd dal titolo Canzoni per la vita. Nonostante abbiano deciso di vendere le copie solo in Puglia (i cui ricavi sono stati devoluti interamente in beneficenza) anche questa iniziativa ha riscosso un gran successo con decine di migliaia di copie vendute.
Il 4 dicembre 2013 ha partecipato al programma televisivo Mission raccontando in prima serata su Raiuno la propria esperienza, insieme alle figlie Cristèl e Romina Jolanda, all'interno dei campi profughi 
dell'UNHCR in Giordania.

#### La reunion con Romina (2013)
Nel mese di ottobre 2013 torna a cantare con Romina Power per la prima volta dopo 16 anni (l'ultima esibizione insieme era stata del 1997 in Brasile a Rio de Janeiro all'Estádio do Maracanã davanti a papa Giovanni Paolo II con la canzone Al mondo siamo noi) in occasione dei tre concerti organizzati in Russia a Mosca al Crocus City Hall dall'impresario russo Andrej Agapov. Al Bano e Romina cantano dal vivo sette canzoni del loro repertorio: Libertà, Ci sarà, Acqua di mare, Dialogo, Che angelo sei, Sharazan e Felicità. Ai tre concerti partecipano anche Toto Cutugno, Pupo, Matia Bazar, Ricchi e Poveri, Riccardo Fogli, Gianni Morandi e Umberto Tozzi.

#### Al Bano & Romina Reunion Tour 2014
Dopo Mosca, viene organizzato un tour chiamato "Al Bano & Romina Power Reunion Tour 2014", che comprende due concerti a fine aprile 2014 ad Atlantic City (Stati Uniti d'America) e altri tre concerti a Montréal (Canada) e a Niagara Falls (sempre in Canada) nel maggio 2014. Successivamente, in estate, la tournée con Romina continua a Gerona (Spagna) e a novembre a Bucarest (Romania) per poi tornare di nuovo in Russia (Mosca e San Pietroburgo) e Bielorussia (Minsk). Nel 2014 apre il suo canale ufficiale di YouTube: Al Bano Carrisi Official.

#### Sanremo e il concerto a Verona (2015)
Il 10 febbraio 2015 torna a calcare il teatro Ariston con Romina Power dopo 24 anni, esibendosi durante la prima serata del Festival di Sanremo 2015 con le canzoni Cara terra mia e Felicità e Ci sarà mentre da solo canta È la mia vita registrando il picco di ascolti con il 58,56%. Ricevono anche il premio Targa Ambasciatore del Festival di Sanremo nel mondo.
Il 29 maggio 2015 fanno il loro primo concerto in Italia all'Arena di Verona con la partecipazione di Pippo Baudo, Ricchi e Poveri, Umberto Tozzi, Massimo Lopez, Tullio Solenghi, Kabir Bedi, Tyrone Power Jr. e Yari Carrisi.
A settembre 2015 Al Bano pubblica in Germania insieme a Romina Power il CD The very best - Live aus Verona, il loro primo materiale discografico dopo 19 anni dall'ultima raccolta ufficiale Ancora...zugabe. Contiene alcune canzoni registrate dal vivo durante il concerto di Verona e alcune nuove canzoni registrate in studio, tra le quali Qualche stupido: "ti amo" (cover in italiano del brano Somethin' Stupid) e una nuova versione per la prima volta in duetto di Quel poco che ho, canzone del 1969 tratta dal repertorio solista di Al Bano. Lo stesso album viene pubblicato due anni dopo anche in Italia con una tracklist leggermente diversa e con il titolo Magic Reunion Live.
Il 10 dicembre 2016 viene colpito da un infarto durante le prove del concerto di Natale. Viene subito operato e dimesso dopo pochi giorni.
Nel febbraio 2017 ha partecipato al sessantasettesimo Festival di Sanremo con il brano Di rose e di spine, venendo eliminato durante la semifinale. Il brano ha vinto il premio "Giancarlo Bigazzi" per il miglior arrangiamento.
Nel luglio 2018 partecipa al singolo Faccio quello che voglio di Fabio Rovazzi, assieme a Emma e Nek, seppur senza essere accreditati nel singolo.
Nel marzo 2019, l'Ucraina inserisce Al Bano in una lista di individui considerati di minaccia alla sicurezza nazionale, a causa delle sue prese di posizione ritenute filo-russe. Il cantante pugliese, infatti, non ha mai nascosto la sua ammirazione per Putin e si è esibito a Mosca in occasione del centenario del Kgb.
Nel 2019 organizza, presso la sua tenuta, una giornata per divulgare le manovre salvavita e l'utilizzo dei defibrillatori a tutti i cittadini.

### Anni 2020
Nel gennaio 2020 partecipa come concorrente al programma Il cantante mascherato.

#### Raccogli l'attimoe altri successivi impegni
Il 4 febbraio 2020 partecipa insieme a Romina Power in qualità di ospite al Festival di Sanremo 2020, dove presentano il loro nuovo singolo Raccogli l'attimo scritto da Cristiano Malgioglio, che anticipa l'omonimo album uscito il 7 febbraio. Quest'ultimo è il primo a contenere canzoni inedite registrate dalla coppia dopo 25 anni.
Tra febbraio ed aprile 2020 partecipa alla diciannovesima edizione di Amici, in coppia con Romina, in qualità di ospite fisso.
Nel aprile 2020 pubblica la canzone in doppio lingua inglese e italiano Terra d'Ambra e di Emozioni / Land of Amber composta da Charles Goodger. La canzone lode le bellezze della Lettonia.
Sempre nel 2020 prende parte alla versione spagnola de Il cantante mascherato con la maschera del Girasole (nello stesso anno aveva già partecipato alla versione italiana con la maschera del Leone), dove verrà eliminato in semifinale.
Dal 27 novembre al 20 dicembre 2020 partecipa al nuovo programma The Voice Senior in qualità di giudice con la figlia Jasmine.
Nel 2020 scrive la presentazione della guida della sua città nativa Cellino San Marco.
Nel 2021 Albano diventa un dei concorrenti della sedicesima edizione di Ballando con le stelle, dove la sua esperienza termina prematuramente a seguito di un infortunio della sua insegnante di riferimento Oksana Lebedeva.
L'8 febbraio 2023 si esibisce come ospite al Festival di Sanremo insieme a Massimo Ranieri e Gianni Morandi con i migliori brani del loro repertorio. Il 23 maggio per i suoi 80 anni va in onda su Canale 5 la serata evento Albano - 4 volte 20 con Romina Power e altri ospiti. Tra il 2023 e il 2024 è giudice fisso di Io canto Generation, talent show di Canale 5 condotto da Gerry Scotti, e di Io canto Family, condotto da Michelle Hunziker.
L'8 marzo 2025 partecipa come ospite alla prima edizione del San Marino Song Contest 2025, ricevendo il premio alla carriera dal Segretariato di Stato per il turismo della Repubblica di San Marino, Federico Pedini Amati.

## Il caso Michael Jackson
Nel maggio 1992 Al Bano ricorreva al Pretore di Roma per il presunto plagio dell'artista statunitense Michael Jackson con la sua canzone Will You Be There, inclusa nell'album Dangerous, che, secondo il cantante pugliese, aveva copiato I cigni di Balaka, suo brano del 1987. Da quel Giudice venne emessa un'ordinanza di provvisoria cautela il 21 dicembre del 1994 in base alla quale l'album di Michael Jackson venne sequestrato in tutta Italia. Nel gennaio 1995, la Sony (titolare con Mijac e Fortissimo dei diritti del brano di Jackson) conveniva dinanzi al Tribunale di Milano Al Bano, Michael Jackson, la Fortissimo, la Mijac e la SIAE chiedendo, previo accertamento dell'insussistenza del plagio, la revoca del provvedimento cautelare. Tutti i convenuti si costituivano in giudizio all'udienza dell'11 aprile 1995.
Respinta dal giudice istruttore la richiesta di sospensione del procedimento, da un lato Al Bano proponeva la causa di merito innanzi al Tribunale di Roma, dall'altro Michael Jackson veniva raggiunto da un decreto di citazione a giudizio per il reato di plagio, il cui dibattimento incominciava dinanzi al Pretore Penale di Roma il 25 settembre 1995. Jackson nel 1997 si presentò al processo in corso a Roma, nell'aula numero cinque della Pretura di piazzale Clodio, rispondendo alle domande delle due parti. Nel marzo 1997 la prima sezione del Tribunale di Roma revocava l'ordinanza cautelare di tre anni prima: nella motivazione del provvedimento, i giudici scrissero: «Manca, allo stato degli atti, una prova attendibile e convincente che Jackson abbia avuto conoscenza del brano musicale realizzato da Al Bano. Enti statunitensi deputati al deposito delle opere musicali, conformi sostanzialmente alla SIAE, hanno escluso che il brano di Al Bano Carrisi sia mai stato pubblicato e diffuso negli U.S.A.».
La decisione del Tribunale annullò il sequestro dell'album di Michael Jackson, lasciando sospesa la decisione rispetto al reato di plagio. Il 20 novembre 1997 la prima sezione del Tribunale civile di Milano stabilì che non c'era stato alcun plagio vero e proprio da parte di Jackson, ma che il suo pezzo e quello di Al Bano erano "privi di originalità" in quanto entrambi vagamente ispirati da un vecchio pezzo blues statunitense: "Bless You (For Being An Angel)", brano considerato come la più probabile fonte d'ispirazione dei due artisti, il cui copyright era di proprietà della Sony, di cui Jackson era divenuto nel frattempo comproprietario, essendosi fusa nel 1995 con la ATV, il catalogo di edizioni musicali di proprietà dello stesso Jackson. Per questo motivo, la stessa Sony citò in giudizio entrambi i cantanti, proprio con l'accusa di plagio del brano originale. Secondo alcuni, tra cui l'esperto di plagi Michele Bovi, tale mossa fu una strategia appositamente architettata dalla difesa di Michael Jackson al fine di indebolire l'accusa di Al Bano, essendo la Sony in gran parte posseduta dallo stesso Jackson, e perciò tendenzialmente favorevole a privilegiare gli interessi del suo stesso comproprietario, in una sorta di conflitto di interessi non dichiarato. Al Bano fu condannato a pagare le spese legali della causa sostenute dalla  Sony, mentre a Jackson furono addebitate quelle processuali.
L'11 maggio 1999 il Pretore Penale di Roma Mario Frigenti condannò Michael Jackson per il delitto di plagio attribuendo decisivo rilievo al "criterio statistico". Jackson fu multato per una somma di 4 milioni di lire ma non 5 miliardi come richiesti da Albano, ma gli furono concesse le attenuanti, la sospensione della pena e la non menzione. Alla pop star furono addebitate le sole spese processuali e tutto fu riversato a carico di Al Bano.
Il 24 novembre 1999 la Corte di Appello civile di Milano confermò la sentenza emessa nel 1997 impugnata da Al Bano: proprio nell'ottica del criterio adottato a Roma, un esame completo dei brani precedenti a entrambe le canzoni, trascurati dal Giudice Penale, mostrava le alternative della possibile derivazione della canzone di Jackson, e gli elementi musicali coincidenti con la canzone di Al Bano non possedevano il pur modesto grado di originalità richiesto per la tutela del diritto d'autore.
Si giunse a determinare che i due artisti, a loro reciproca insaputa, avevano creato il loro rispettivo pezzo tramite delle normali conoscenze di ascolto personale. Pertanto, tutte le spese processuali furono poste a carico del soccombente Al Bano, che aveva inaugurato il contenzioso.
A questo punto la strada del contenzioso che avrebbe portato al passo finale della Cassazione fu interrotta da un accordo. Secondo quanto aveva affermato lo stesso Al Bano, i due avevano in programma di realizzare un concerto insieme a favore dei bambini maltrattati nel mondo. Il concerto non ebbe mai luogo, in quanto poco dopo Michael Jackson fu colpito dalle accuse di pedofilia.
Il 14 marzo 2001 si concluse anche il procedimento penale di Roma: i giudici della III sezione della Corte d'Appello di Roma ribaltarono la sentenza di primo grado del maggio 1999, assolvendo Michael Jackson dal reato di plagio perché «il fatto non sussiste, in particolare considerando il concerto insieme programmato e poi cancellato».

## Vita privata

### Relazioni e figli

#### Con Romina Power
Il 26 luglio 1970 sposa la cantante Romina Power, figlia degli attori Tyrone Power e Linda Christian, da cui avrà quattro figli: Ylenia (1970-1993 morte presunta), Yari Marco (1973), Cristèl (1985) e Romina Jr. Jolanda (1987).
Nel febbraio 1999, dopo tre anni dal ritorno alla carriera da solista, Al Bano si separa legalmente, dopo 29 anni di matrimonio, dalla moglie e compagna artistica Romina Power.

#### Con Loredana Lecciso
Tra la fine degli anni novanta e l’inizio dei duemila conosce Loredana Lecciso, con la quale va a convivere nel 2001, e dalla quale ha altri due figli, Jasmine (2001) e Albano Jr., detto Bido (2002).
A partire dal 2004 Loredana Lecciso, insieme alla sorella gemella Raffaella ed alla sorella minore Amanda (1988), ottiene grande visibilità partecipando a varie trasmissioni; ciò porta Al Bano ad apparire spesso in TV e nelle riviste di cronaca rosa. Nel 2005, mentre, insieme alla figlia Romina Jr., Al Bano si trova a Samaná, nella Repubblica Dominicana, come concorrente della terza edizione del reality show di Rai 2 L'isola dei famosi, la Lecciso, presente nello studio della trasmissione a Milano, dichiara in diretta di volerlo lasciare portandosi con sé i due figli. Al Bano abbandona volontariamente lo spettacolo nella puntata del 19 ottobre 2005 e, rientrato in Italia, chiude la relazione con la Lecciso. La relazione in seguito riprende; ancora a ottobre del 2017, la Lecciso conferma che "Io e Al Bano stiamo insieme senza se e senza ma", confermando che "sono 17 anni che stiamo insieme". Nel 2018 Al Bano e Loredana hanno annunciato una nuova separazione, ma in seguito si sono nuovamente riconciliati e ad oggi sono ancora legati sentimentalmente.

### Salute
Il 9 dicembre 2016 Al Bano viene colpito da un infarto mentre si trova sul palco dell'Auditorium Parco della Musica di Roma per un concerto di Natale: ricoverato d'urgenza all'Ospedale Santo Spirito e operato al cuore nella notte, le sue condizioni migliorano.
Il 20 marzo 2017 viene ricoverato all'Ospedale di Lecce, di ritorno da un concerto tenuto nelle Marche, a causa di una lieve ischemia cerebrale.

### Politica e religione
Apertamente di destra, Al Bano ha espresso vicinanza alle posizioni di Matteo Salvini e Silvio Berlusconi, intessendo con essi anche amicizie personali.
Egli si definisce cattolico e, come diversi dei suoi libri, anche le sue canzoni trattano spesso temi spirituali. Tra le canzoni che più sono state influenzate dal suo credo religioso vi sono "Ave Maria" e "Caro Gesù".

### Produzione vinicola
Ha avviato una fiorente produzione privata di vini pugliesi, prodotti nella sua Azienda Vinicola Carrisi, che ha sede in contrada Bosco, presso il suo paese natale. Il 16 ottobre 2001, Al Bano Carrisi è stato nominato "Ambasciatore di buona volontà" dell'Organizzazione per l'Alimentazione e l'Agricoltura delle Nazioni Unite (FAO). Al Bano ha realizzato, per una promessa fatta al padre Don Carmelo, l'azienda vitivinicola Tenute Albano Carrisi, con sede nella contrada Curtipitrizzi di Cellino San Marco (BR), e sfrutta le sue conoscenze di marketing e di viticoltore per rilanciarla e farne un marchio conosciuto. I vini più famosi sono due rossi: il Don Carmelo, intitolato alla memoria di suo padre, e il Platone, premiato nel settembre 2009 come "Miglior vino del mondo" tra quelli che producono i vip di tutto il pianeta (tra cui si segnalano Roberto Cavalli e Gianna Nannini). Nel 2015 i media riportano una polemica con Slow Food che ha criticato i prezzi troppo bassi dei vini prodotti da Al Bano.
Un altro vino delle Tenute Carrisi è il Felicità, vino bianco morbido che prende il nome della canzone dell'artista pugliese. Inoltre gestisce una trattoria tra i vigneti e gli ulivi del Salento, in cui vengono serviti prodotti tipici pugliesi e nazionali e vini della sua azienda.

## Partecipazioni al Festival di Sanremo
| Edizione                 | Artista                | Brano                  | Autore                                                                      | Categoria | Posizione     | Premi                                               | Duettante e/o brano omaggio                                     |
| ------------------------ | ---------------------- | ---------------------- | --------------------------------------------------------------------------- | --------- | ------------- | --------------------------------------------------- | --------------------------------------------------------------- |
| Festival di Sanremo 1968 | Al Bano                | La siepe               | Vito Pallavicini e Pino Massara                                             | Cantanti  | 9°            | -                                                   | Bobbie Gentry (abbinamento)                                     |
| Festival di Sanremo 1971 | Al Bano                | 13, storia d'oggi      | Vito Pallavicini e Albano Carrisi                                           | Cantanti  | 8°            | Premio Giornalistico                                | Aguaviva (abbinamento)                                          |
| Festival di Sanremo 1974 | Al Bano                | In controluce          | Albano Carrisi e Paolo Limiti                                               | Cantanti  | 13°           | -                                                   | -                                                               |
| Festival di Sanremo 1982 | Al Bano & Romina Power | Felicità               | Cristiano Minellono, Dario Farina e Gino De Stefani                         | Cantanti  | 2°            | Premio Secondo Posto                                | -                                                               |
| Festival di Sanremo 1984 | Al Bano & Romina Power | Ci sarà                | Cristiano Minellono e Dario Farina                                          | Campioni  | 1°            | Premio Primo Posto                                  | -                                                               |
| Festival di Sanremo 1987 | Al Bano & Romina Power | Nostalgia canaglia     | Vito Pallavicini, Albano Carrisi, Romina Power, Willy Molco e Vito Mercurio | Campioni  | 3°            | Premio Terzo Posto                                  | -                                                               |
| Festival di Sanremo 1989 | Al Bano & Romina Power | Cara terra mia         | Vito Pallavicini, Albano Carrisi e Romina Power                             | Campioni  | 3°            | Premio Terzo Posto                                  | -                                                               |
| Festival di Sanremo 1991 | Al Bano & Romina Power | Oggi sposi             | Depsa e Giuseppe Andreetto                                                  | Campioni  | 8°            | -                                                   | Tyrone Power jr. (abbinamento fuori gara)                       |
| Festival di Sanremo 1996 | Al Bano                | È la mia vita          | Pino Marino e Maurizio Fabrizio                                             | Campioni  | 7°            | -                                                   | -                                                               |
| Festival di Sanremo 1997 | Al Bano                | Verso il sole          | Valentina Cidda e Albano Carrisi                                            | Campioni  | 14°           | -                                                   | -                                                               |
| Festival di Sanremo 1999 | Al Bano                | Ancora in volo         | Massimo Bizzarri, Albano Carrisi e Pino Marcucci                            | Campioni  | 6°            | -                                                   | -                                                               |
| Festival di Sanremo 2007 | Al Bano                | Nel perdono            | Renato Zero, Vincenzo Incenzo, Yari Carrisi e Alterisio Paoletti            | Campioni  | 2°            | Premio Secondo Posto                                | Cosmos                                                          |
| Festival di Sanremo 2009 | Al Bano                | L'amore è sempre amore | Guido Morra e Maurizio Fabrizio                                             | Artisti   | 9°            | -                                                   | Michele Placido                                                 |
| Festival di Sanremo 2011 | Al Bano                | Amanda è libera        | Fabrizio Berlincioni, Alterisio Paoletti e Albano Carrisi                   | Artisti   | 3º            | Premio Terzo Posto Premio Nata per unire            | - Va, pensiero (terza serata) - Michele Placido (quarta serata) |
| Festival di Sanremo 2017 | Al Bano                | Di rose e di spine     | Albano Carrisi, Maurizio Fabrizio e Katia Astarita                          | Campioni  | Non finalista | Premio "Giancarlo Bigazzi" al miglior arrangiamento | Pregherò                                                        |

## Discografia

### Album di inediti
- 1967 – Al Bano (La voce del padrone, psq 048)
- 1968 – Il ragazzo che sorride (La voce del padrone, spsq 064)
- 1969 – Pensando a te (La voce del padrone, qelp 8188)
- 1972 – 1972 (EMI Italiana, 3C062-17794)
- 1974 – Antologia 2 LP (EMI Italiana)
- 2001 – Canto al sole (Bmg, 2 74321 89748 2)
- 2005 – Le radici del cielo (Edel)
- 2007 – Cercami nel cuore della gente (Al Bano Carrisi Production/Halidon)
- 2009 – L'amore è sempre amore (Warner Music)
- 2011 – Amanda è libera (Azzurra Music)
- 2017 – Di rose e di spine

### Album di cover
- 1970 – A cavallo di due stili (EMI Italiana, 3C062-17722)
- 1997 – Concerto classico (Wea)
- 1999 – Ancora in volo (Wea, 2 3984 26730 2)
- 1999 – Volare - My favorite italian songs (Wea, 2 3984 28377 2)
- 2002 – Carrisi canta Caruso (Bmg, 2 74321 96094 2)
- 2004 – La mia Italia (Edel)
- 2004 – Buon Natale - An italian Christmas with Al Bano Carrisi (Edel)
- 2008 – Buon Natale 2008 (Warner Music)
- 2008 – Dai il meglio di te... (Al Bano Carrisi Production)
- 2010 – The Great Italian Songbook (Koch Universal)
- 2012 – Fratelli d'Italia (Mondadori)
- 2013 – Canzoni per la vita (Al Bano Carrisi Production)

### Raccolte
- 1979 – Ricordi... Nel sole (Libra)
- 1997 – Verso il sole (Wea, 2 0630 18057 2)
- 2003 – I grandi successi di Al Bano (Gente)
- 2006 – Il mio Sanremo (Edel)
- 2008 – Con la musica nel cuore - allegato all'interno dell'omonimo libro (Mondadori)
- 2009 – Dialogo (MR Music/D.V. More Record)
- 2010 – Il più bel regalo di Natale (Azzurra Music)
- 2011 – The Best of (Azzurra Music)
- 2013 – Canta Sanremo (Artist First)
- 2014 – I capolavori di papà Al Bano (Klasse Uno Edizioni)
- 2015 – Vite coraggiose (Al Bano Carrisi Production Sas)
- 2016 – Cantiamo il Natale (Sony Music)

### Album dal vivo
- 2009 – Nel sole - Concerto dal vivo... e non solo (D.V. More Record)

## Filmografia

### Cinema
- Nel sole, regia di Aldo Grimaldi (1967)
- L'oro del mondo, regia di Aldo Grimaldi (1968)
- Il ragazzo che sorride, regia di Aldo Grimaldi (1969)
- Il suo nome è Donna Rosa, regia di Ettore Maria Fizzarotti (1969)
- Pensando a te, regia di Aldo Grimaldi (1969)
- Mezzanotte d'amore, regia di Ettore Maria Fizzarotti (1970)
- Angeli senza paradiso, regia di Ettore Maria Fizzarotti (1970)
- Champagne in paradiso, regia di Aldo Grimaldi (1984)
- Poveri ma ricchi, regia di Fausto Brizzi (2016) - nel ruolo di se stesso
- Quo vado?, regia di Gennaro Nunziante (2016) - nel ruolo di se stesso

### Televisione
- I promessi sposi – spettacolo TV (1985)
- Un medico in famiglia – serie TV, episodi 8x01-8x02 (2013) - nel ruolo di se stesso

### Doppiatori
- Massimo Turci in Nel sole, L'oro del mondo, Il ragazzo che sorride, Il suo nome è Donna Rosa, Pensando a te, Mezzanotte d'amore, Angeli senza paradiso
- Piero Tiberi in Champagne in paradiso

## Programmi televisivi
- Una canzone e un sorriso (Programma Nazionale, 1972)
- Miraggi (Rete 1, 1977)
- Buon Natale (Canale 5, 1990)
- Tutti a scuola (Canale 5, 1990)
- Al Bano e Romina Power Story (Rete 4, 1991)
- Festa della Mamma (Canale 5, 1992)
- Il Circo di Moira, di Mosca e di Pechino (Canale 5, 1992)
- Gran Festa Italiana (Rete 4, 1992)
- Cellino S. Marco Paradiso del buonumore (Rete 4, 1993)
- Canzoni sotto l'albero (Canale 5, 1997, 1999-2000)
- Ballo, amore e fantasia (Rete 4, 1998)
- Millennium - La notte del 2000  (Rai 1, Rai 2, Rai 3, 1999)
- Giubileo dei disabili (Rai 3, 2000)
- Al Bano - Una voce nel sole (Rete 4, 2001)
- Al Bano, storie d'amore e d'amicizia (Rete 4, 2002)
- Nel cuore del padre (Rete 4, 2005)
- L'isola dei famosi (Rai 2, 2005) - concorrente
- Uomo e gentiluomo (Rai 1, 2008) - concorrente
- Mea Puglia Festival (Telenorba, 2009; Rete 4, 2010-2011; Rai 1, 2012)
- Ciak... si canta! (Rai 1, 2011) - concorrente
- Baila! (Canale 5, 2011) - giurato
- Così lontani così vicini (Rai 1, 2013-2016)
- Mission (Rai 1, 2013) - inviato
- Felicità (Rai 1, 2014)
- Signore e signori: Al Bano & Romina Power (Rai 1, 2015)
- The Voice of Italy (Rai 2, 2018) - coach
- Madre mia (Rete 4, 2018)
- 55 passi nel sole (Canale 5, 2019)
- È la mia vita (Canale 5, 2019)
- Il cantante mascherato (Rai 1, 2020) - concorrente
- Amici di Maria De Filippi (Canale 5, 2020) - ospite fisso
- Mask Singer: Adivina quién canta (Antena 3, 2020) - concorrente
- The Voice Senior (Rai 1, 2020) - coach
- Notte della Taranta (Rai 1, 2021)
- Ballando con le stelle (Rai 1, 2021) - concorrente
- Betlemme... Le note del Natale (Rai 1, 2022)
- Al Bano - 4 volte 20 (Canale 5, 2023)
- Io canto Generation (Canale 5, 2023-2024) - giurato
- Io canto Family (Canale 5, 2024) - giurato
- San Marino Song Contest 2025 (San Marino RTV, 2025) - ospite

## Libri
- Vi racconto come sono, 1968
- Autoritratto dalla A alla R, con Romina Power, 1991
- È la mia vita. 2006
- Con la musica nel cuore, 2008
- Io ci credo: perché con la fede non mi sono arreso mai, 2012
- Fra cielo e terra: le mie radici, le stagioni della vita, la forza della fede, 2013
- La cucina del sole, 2014
- Madre mia: L'origine del mio mondo, 2017
- Il sole dentro, 2024

## Riconoscimenti
Il 15 ottobre 2016 gli è stata conferita la cittadinanza onoraria del piccolo comune calabrese di Motta Santa Lucia: la motivazione di tale onorificenza è attribuibile al fatto che Albano è un testimonial della battaglia contro le discriminazioni verso il Sud Italia.
Il 24 febbraio 2024 a San Marino è stato nominato commendatore dell'ordine equestre di Sant'Agata con il grado di Commendatore.